# Лесной кадастр
Лесно́й када́стр — содержит сведения об экологических, экономических и иных количественных и качественных характеристиках лесного фонда.
Данные государственного лесного кадастра используются при государственном управлении лесным хозяйством, организации его ведения, переводе лесных земель в нелесные земли в целях, не связанных с ведением лесного хозяйства и пользованием лесным фондом, и при переводе земель лесного фонда в земли иных категорий, определении размеров платежей за пользование лесным фондом, оценке хозяйственной деятельности лесопользователей и лиц, осуществляющих ведение лесного хозяйства.
Ведение государственного лесного кадастра осуществляют федеральный орган исполнительной власти в области лесного хозяйства и его территориальные органы.
Государственный учёт лесного фонда ведется для организации рационального использования, охраны, защиты лесного фонда и воспроизводства лесов, систематического контроля над количественными и качественными изменениями лесного фонда и обеспечения достоверными сведениями о лесном фонде органов государственной власти Российской Федерации, органов государственной власти субъектов Российской Федерации, органов местного самоуправления, заинтересованных граждан и юридических лиц. Данные государственного учёта лесного фонда используются при ведении государственного лесного кадастра.
Министерство природных ресурсов РФ, Федеральное агентство лесного хозяйства и Федеральная служба по надзору в сфере природопользования являются федеральными органами исполнительной власти, осуществляющими государственное управление лесным хозяйством (Постановления Правительства РФ от 22.07.2004 N 370, от 16.06.2004 N 283 и от 30.07.2004 N 400).